# Irhóc
Irhóc (ukránul: Вільхівці [Vilhivci]) falu Ukrajnában, Kárpátalján, a Técsői járásban.

## Fekvése
Técsőtől északkeletre, a Tarac folyó jobb partján, a balparti Kökényessel majdnem összeépülve, Nyágova és Nyéresháza közt fekvő település. Itt ömlik a folyóba a Vulhovcsik patak.

## Története
A falu nevét 1389-ben említette először oklevél Ilhoba alakban. 1404-ben Ilhoch, 1411-ben Ialhoch, 1419-ben Ielhouch, 1474-ben Ylholcz, 1492-ben Iholcz néven írták.
A  falu a 14. század második felében települt, és 1404-ig királyi birtok volt. 1404-ben Zsigmond király a Tatul család őseinek; Erdő fia Aprusának és Gerhesnek adományozta. A Tatuloké volt egészen a család kihalásáig. A  családnak a 15. század végén történt kihalása után a Dolhai, Drágfi és Urmezei családok pereskedtek a birtokért, végül a Dolhai család örököseié, a Kornisoké lett.
1910-ben 3150 lakosából 2490 fő ruszin,  548 német, 110 magyar volt. A népességből 2538 görögkatolikus, 591 izraelita volt. A trianoni békeszerződés előtt Máramaros vármegye Taracvízi járásához tartozott.

## Galéria

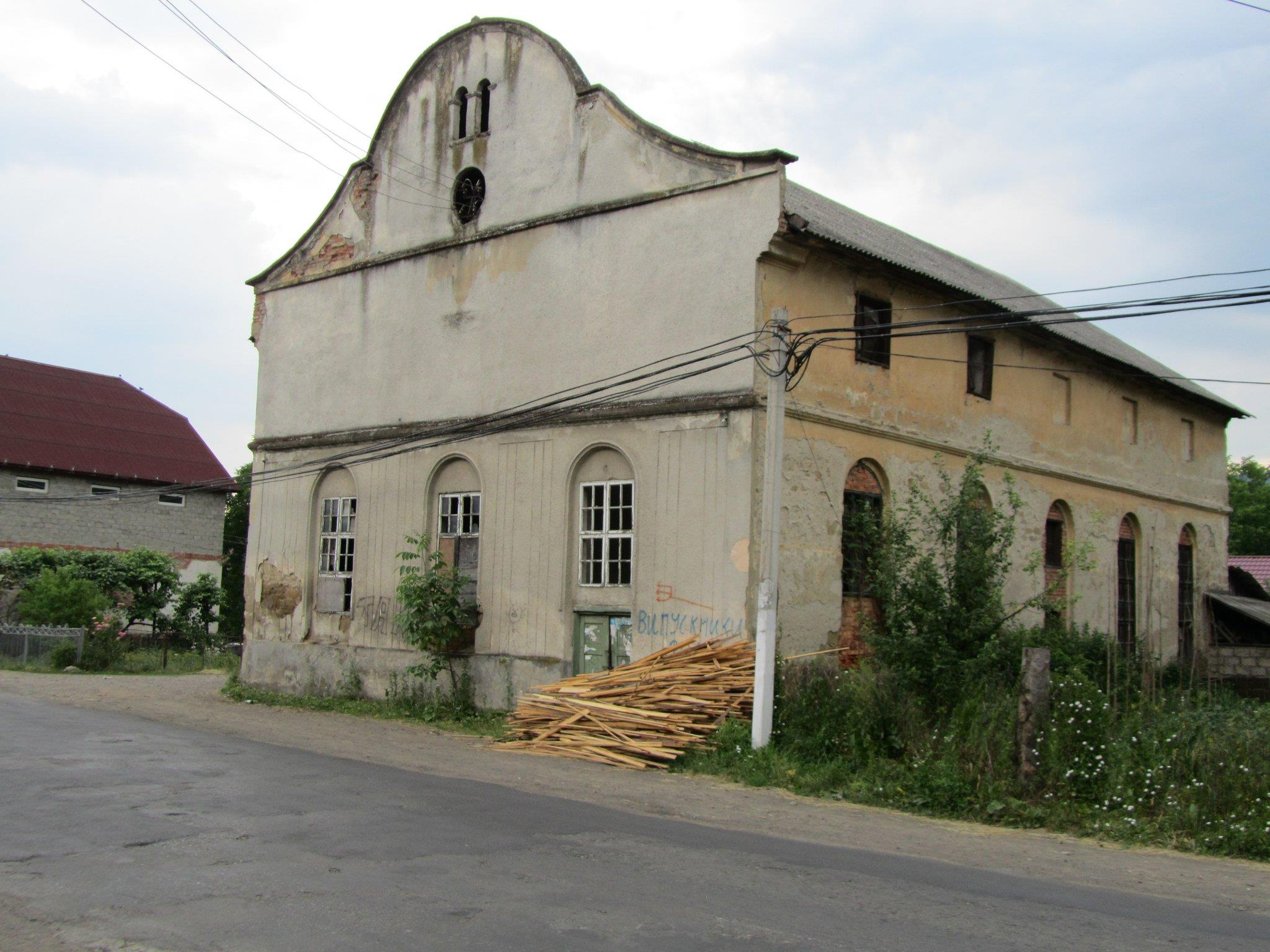
Zsinagóga
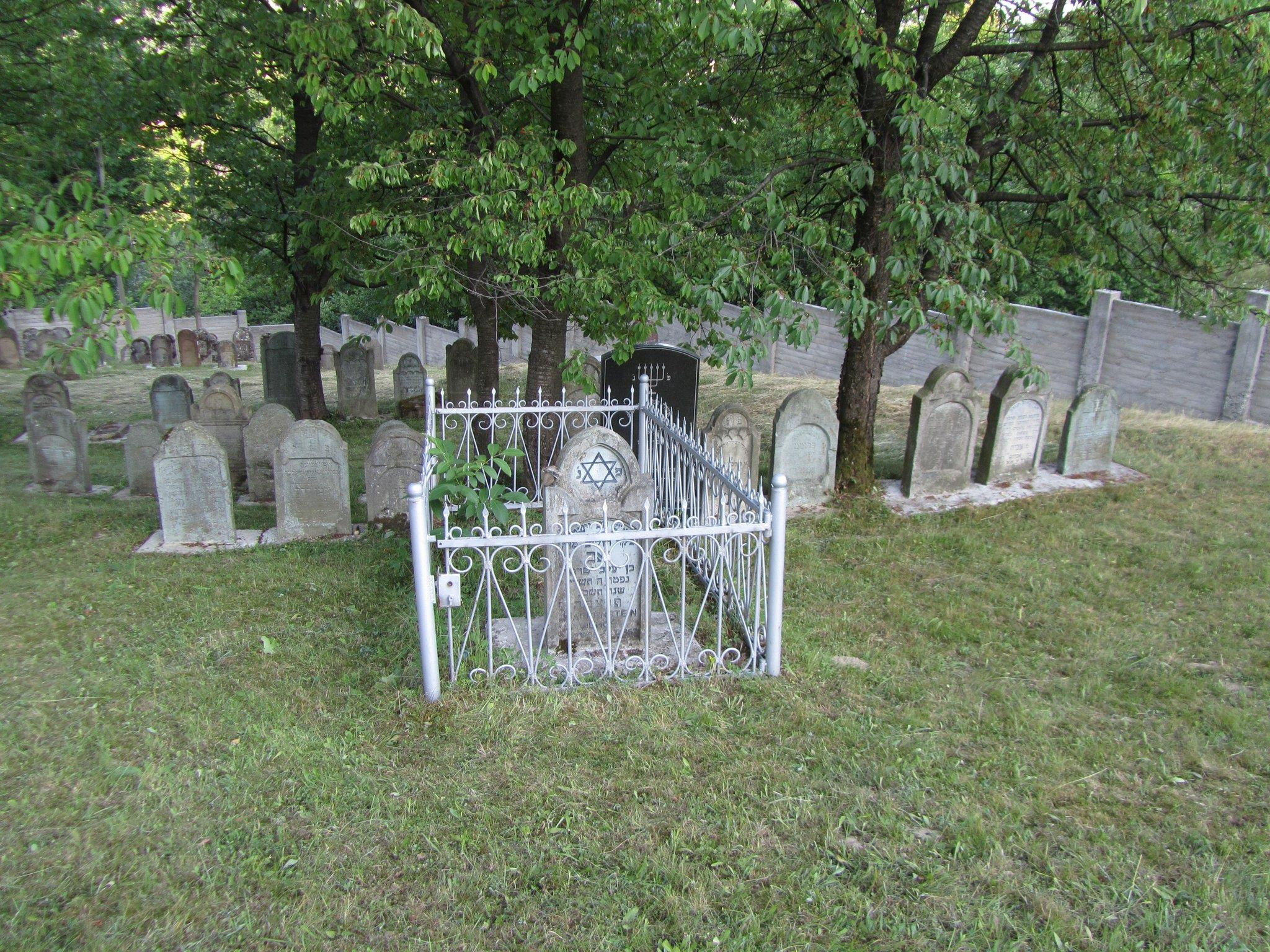
Zsidó temető